# Чертоза (Латина)
Чертоза је насеље у Италији у округу Латина, региону Лацио.
Према процени из 2011. у насељу је живело 33 становника. Насеље се налази на надморској висини од 419 м.